# Commission exécutive fédérale du PSOE
La commission exécutive fédérale (en espagnol : Comisión Ejecutiva Federal, CEF) du Parti socialiste ouvrier espagnol (PSOE) est l'organe de direction du parti.

## Missions
Elle est chargée de concrétiser les actions et la stratégie politiques décidées par le secrétaire général, et d'assurer la coordination entre les différentes structures du parti, que sont le groupe parlementaire, les organes internes et les fédérations autonomiques.
Elle se réunit toutes les deux semaines, sous la présidence du président du parti. Sa gestion est contrôlée par le comité fédéral (Comité federal), parlement interne du PSOE.

## Composition
La composition de la CEF est fixée par les statuts du parti, amendés à chaque congrès pour prendre en compte la volonté du secrétaire général. 
Elle comprend, systématiquement, le président, le secrétaire général, le secrétaire à l'Organisation, les secrétaires, des membres sans responsabilités, le porte-parole au Congrès des députés et le secrétaire général des Jeunesses socialistes d'Espagne (JSE).

### XXVIIecongrès
- Élue le 8 décembre 1976, lors du XXVIIe congrès fédéral du PSOE, à Madrid.

| Fonction                                                | Titulaire               |
| ------------------------------------------------------- | ----------------------- |
| Président                                               | Ramón Rubial            |
| Secrétaire général                                      | Felipe González         |
| Secrétaire à l'Organisation                             | Alfonso Guerra          |
| Secrétaire aux Relations politiques                     | Enrique Múgica          |
| Secrétaire aux Relations internationales                | Luis Yáñez              |
| Secrétaire à la Formation                               | Luis Gómez Llorente     |
| Secrétaire à la Propagande                              | Guillermo Galeote       |
| Secrétaire à la Presse                                  | Javier Solana           |
| Secrétaire syndical                                     | Eduardo López Albizu    |
| Secrétaire aux Relations avec les Jeunesses socialistes | Txiki Benegas           |
| Secrétaire administrative                               | Carmen García Bloise    |
| Secrétaire à l'Émigration                               | Josep Lluís Albiñana    |
| Secrétaire exécutif                                     | Nicolás Redondo         |
| Secrétaire exécutif                                     | Antonio García Miralles |
| Secrétaire exécutif                                     | Rafael Ballesteros      |
| Secrétaire exécutif                                     | Luis Fajardo            |
| Secrétaire exécutif                                     | Carlos Cigarrán         |
| Secrétaire exécutif                                     | Josep María Triginet    |

### XXVIIIecongrès
- Felipe González renonce à ses fonctions après le rejet de sa motion politique par le congrès. Une direction provisoire est formée.

#### Direction provisoire de 1979
- Élue le 20 mai 1979, lors du XXVIIIe congrès fédéral du PSOE, à Madrid.

| Fonction  | Titulaire                 |
| --------- | ------------------------- |
| Président | José Federico de Carvajal |
| Membre    | Ramón Rubial              |
| Membre    | José Prat                 |
| Membre    | Antonio García Duarte     |
| Membre    | Carmen García Bloise      |

### Congrès extraordinaire de1979
- Élue le 29 septembre 1979, lors du congrès fédéral extraordinaire du PSOE, à Madrid.

| Fonction                                      | Titulaire                  |
| --------------------------------------------- | -------------------------- |
| Président                                     | Ramón Rubial               |
| Secrétaire général                            | Felipe González            |
| Vice-secrétaire général                       | Alfonso Guerra             |
| Secrétaire à l'Organisation                   | Carmen García Bloise       |
| Secrétaire à l'Administration et aux Finances | Emilio Alonso              |
| Secrétaire à la Formation                     | José María Maravall        |
| Secrétaire aux Études et aux Programmes       | Javier Solana              |
| Secrétaire à la Politique sectorielle         | Ciriaco de Vicente         |
| Secrétaire à la Culture                       | Ignacio Sotelo             |
| Secrétaire à la Politique syndicale           | Joaquín Almunia            |
| Secrétaire à l'Émigration                     | Francisco López Real       |
| Secrétaire à la Politique autonomique         | María Izquierdo Rojo       |
| Secrétaire à la Jeunesse                      | Juan Antonio Barragán      |
| Secrétaire aux Relations politiques           | Enrique Múgica             |
| Secrétaire à la Politique municipale          | Luis Fajardo               |
| Secrétaire à la Presse et à la Propagande     | Guillermo Galeote          |
| Secrétaire exécutif                           | José Federico de Carvajal  |
| Secrétaire exécutif                           | Txiki Benegas              |
| Secrétaire exécutif                           | Raimon Obiols              |
| Secrétaire exécutif                           | Gregorio Peces-Barba       |
| Secrétaire exécutif                           | Donato Fuejo               |
| Secrétaire exécutif                           | Carlos Cigarrán            |
| Secrétaire exécutif                           | Pedro Bofill               |
| Secrétaire exécutif                           | José Angel Fernández Villa |

### XXIXecongrès
- Élue le 24 octobre 1981, lors du XXIXe congrès fédéral du PSOE, à Madrid.

| Fonction                                      | Titulaire                   |
| --------------------------------------------- | --------------------------- |
| Président                                     | Ramón Rubial                |
| Secrétaire général                            | Felipe González             |
| Vice-secrétaire général                       | Alfonso Guerra              |
| Secrétaire à l'Organisation                   | Carmen García Bloise        |
| Secrétaire aux Études et aux Programmes       | Joaquín Almunia             |
| Secrétaire à la Culture                       | José María Maravall         |
| Secrétaire à l'Administration et aux Finances | Emilio Alonso               |
| Secrétaire à l'Action sociale                 | Ciriaco de Vicente          |
| Secrétaire à l'Image                          | Guillermo Galeote           |
| Secrétaire exécutif                           | María Izquierdo Rojo        |
| Secrétaire exécutif                           | Carmen Mestre               |
| Secrétaire exécutif                           | Javier Sáenz de Cosculluela |
| Secrétaire exécutif                           | Txiki Benegas               |
| Secrétaire exécutif                           | Pedro Bofill                |
| Secrétaire exécutif                           | Salvador Clotas             |
| Secrétaire exécutif                           | Francisco López Real        |
| Secrétaire exécutif                           | Salvador Fernández          |
| Secrétaire exécutif                           | Joan Lerma                  |
| Secrétaire exécutif                           | José Ángel Fernández Villa  |
| Secrétaire exécutif                           | Javier Solana               |
| Secrétaire exécutif                           | Luis Fajardo                |
| Secrétaire exécutif                           | Enrique Múgica              |
| Secrétaire exécutif                           | Raimon Obiols               |
| Secrétaire exécutif                           | Joan Prat                   |

### XXXecongrès
- Élue le 16 décembre 1984, lors du XXXe congrès fédéral du PSOE, à Madrid

| Fonction                                                    | Titulaire                                                            |
| ----------------------------------------------------------- | -------------------------------------------------------------------- |
| Président                                                   | Ramón Rubial                                                         |
| Secrétaire général                                          | Felipe González                                                      |
| Vice-secrétaire général                                     | Alfonso Guerra                                                       |
| Secrétaire à l'Organisation                                 | Txiki Benegas                                                        |
| Secrétaire à l'Administration et aux Finances               | Emilio Alonso                                                        |
| Secrétaire aux Communications                               | Guillermo Galeote                                                    |
| Secrétaire aux Relations internationales                    | Elena Flores                                                         |
| Secrétaire aux Affaires économiques, sociales et syndicales | Manuel Chaves (jusqu'au 31/10/1986) Francisco Fernández Marugán      |
| Secrétaire à la Culture et à l'Éducation                    | Salvador Clotas                                                      |
| Secrétaire à la Politique institutionnelle                  | Enrique Múgica                                                       |
| Secrétaire à la Participation citoyenne                     | Alejandro Cercas                                                     |
| Secrétaire exécutif                                         | Francisco Fernández Marugán (jusqu'au 31/10/1986) José Luis Corcuera |
| Secrétaire exécutif                                         | Matilde Fernández                                                    |
| Secrétaire exécutif                                         | Javier Sáenz de Cosculluela                                          |
| Secrétaire exécutif                                         | Carmen García Bloise                                                 |
| Secrétaire exécutif                                         | José Ángel Fernández Villa                                           |
| Secrétaire exécutif                                         | Salvador Fernández                                                   |

### XXXIecongrès
- Élue le 24 janvier 1988, lors du XXXIe congrès fédéral du PSOE, à Madrid

| Fonction                                                          | Titulaire                                               |
| ----------------------------------------------------------------- | ------------------------------------------------------- |
| Président                                                         | Ramón Rubial                                            |
| Secrétaire général                                                | Felipe González                                         |
| Vice-secrétaire général                                           | Alfonso Guerra                                          |
| Secrétaire à l'Organisation                                       | Txiki Benegas                                           |
| Secrétaire à l'Administration et aux Finances                     | Guillermo Galeote                                       |
| Secrétaire aux Communications                                     | Ana Miranda                                             |
| Secrétaire aux Relations internationales                          | Elena Flores                                            |
| Secrétaire aux Affaires économiques, sociales et syndicales       | Francisco Fernández Marugán                             |
| Secrétaire à la Culture et à l'Éducation                          | Salvador Clotas                                         |
| Secrétaire à la Politique institutionnelle                        | José Luis Corcuera (jusqu'au 22/07/1988) Abel Caballero |
| Secrétaire aux Mouvements sociaux et à la Participation citoyenne | Alejandro Cercas                                        |
| Secrétaire à la Formation                                         | José Félix Tezanos                                      |
| Secrétaire exécutif                                               | José María Maravall                                     |
| Secrétaire exécutif                                               | Enrique Múgica                                          |
| Secrétaire exécutif                                               | Matilde Fernández                                       |
| Secrétaire exécutif                                               | Carmen Hermosín                                         |
| Secrétaire exécutif                                               | José Acosta                                             |
| Secrétaire exécutif                                               | Antonio García Miralles                                 |
| Secrétaire exécutif                                               | José Ángel Fernández Villa                              |
| Secrétaire exécutif                                               | Dolores Renau                                           |
| Secrétaire exécutif                                               | Josep María Sala                                        |
| Secrétaire exécutif                                               | Miguel Ángel Martínez                                   |
| Secrétaire exécutif                                               | Carmen García Bloise                                    |

### XXXIIecongrès
- Élue le 11 novembre 1990, lors du XXXIIe congrès fédéral du PSOE, à Madrid

| Fonction                                                          | Titulaire                                                                         |
| ----------------------------------------------------------------- | --------------------------------------------------------------------------------- |
| Président                                                         | Ramón Rubial                                                                      |
| Secrétaire général                                                | Felipe González                                                                   |
| Vice-secrétaire général                                           | Alfonso Guerra                                                                    |
| Secrétaire à l'Organisation                                       | Txiki Benegas                                                                     |
| Secrétaire à l'Administration et aux Finances                     | Guillermo Galeote (jusqu'au 20/06/1991) Francisco Fernández Marugán (par intérim) |
| Secrétaire aux Relations internationales                          | Elena Flores                                                                      |
| Secrétaire aux Affaires économiques, sociales et syndicales       | Francisco Fernández Marugán                                                       |
| Secrétaire à la Culture et à l'Éducation                          | Salvador Clotas                                                                   |
| Secrétaire à la Politique institutionnelle                        | Abel Caballero                                                                    |
| Secrétaire aux Mouvements sociaux et à la Participation citoyenne | Alejandro Cercas                                                                  |
| Secrétaire à la Formation                                         | José Félix Tezanos                                                                |
| Secrétaire à la Participation des femmes                          | Josefa Pardo                                                                      |
| Secrétaire exécutif                                               | Matilde Fernández                                                                 |
| Secrétaire exécutif                                               | Enrique Múgica                                                                    |
| Secrétaire exécutif                                               | Carmen Hermosín                                                                   |
| Secrétaire exécutif                                               | José María Maravall                                                               |
| Secrétaire exécutif                                               | José Acosta                                                                       |
| Secrétaire exécutif                                               | Antonio García Miralles                                                           |
| Secrétaire exécutif                                               | José Ángel Fernández Villa                                                        |
| Secrétaire exécutif                                               | Carmen García Bloise                                                              |
| Secrétaire exécutif                                               | Josep María Sala                                                                  |
| Secrétaire exécutif                                               | Ramón Aguiló                                                                      |
| Secrétaire exécutif                                               | José Bono                                                                         |
| Secrétaire exécutif                                               | Florencio Campos                                                                  |
| Secrétaire exécutif                                               | Manuel Chaves                                                                     |
| Secrétaire exécutif                                               | Juan Manuel Eguiagaray                                                            |
| Secrétaire exécutif                                               | Josefa Frau                                                                       |
| Secrétaire exécutif                                               | Raimon Obiols                                                                     |
| Secrétaire exécutif                                               | Ludolfo Paramio                                                                   |
| Secrétaire exécutif                                               | María Soledad Pérez                                                               |
| Secrétaire exécutif                                               | Jerónimo Saavedra                                                                 |

### XXXIIIecongrès
- Élue le 20 mars 1994, lors du XXXIIIe congrès fédéral du PSOE, à Madrid

| Fonction                                                 | Titulaire                    |
| -------------------------------------------------------- | ---------------------------- |
| Président                                                | Ramón Rubial                 |
| Secrétaire général                                       | Felipe González              |
| Vice-secrétaire général                                  | Alfonso Guerra               |
| Secrétaire à l'Organisation                              | Ciprià Ciscar                |
| Secrétaire aux Relations politiques et institutionnelles | Txiki Benegas                |
| Secrétaire aux Relations internationales                 | Raimon Obiols                |
| Secrétaire à l'Administration et aux Finances            | Francisco Fernández Marugán  |
| Secrétaire à la Formation                                | Ludolfo Paramia              |
| Secrétaire aux Études et aux Programmes                  | Joaquín Almunia              |
| Secrétaire aux Relations avec la société                 | Alejandro Cercas             |
| Secrétaire à la Participation des femmes                 | Carmen Hermosín              |
| Secrétaire exécutif                                      | Juan Antonio Amate           |
| Secrétaire exécutif                                      | Javier Barrero               |
| Secrétaire exécutif                                      | José Bono                    |
| Secrétaire exécutif                                      | Abel Caballero               |
| Secrétaire exécutif                                      | María José Calderón          |
| Secrétaire exécutif                                      | Manuel Chaves                |
| Secrétaire exécutif                                      | Clementina Díez de Baldeón   |
| Secrétaire exécutif                                      | Juan Manuel Eguiagaray       |
| Secrétaire exécutif                                      | Matilde Fernández            |
| Secrétaire exécutif                                      | Josefa Frau                  |
| Secrétaire exécutif                                      | Ludivina García              |
| Secrétaire exécutif                                      | Carmen García Bloise         |
| Secrétaire exécutif                                      | Blanca García                |
| Secrétaire exécutif                                      | Ramón Jáuregui               |
| Secrétaire exécutif                                      | Joan Lerma                   |
| Secrétaire exécutif                                      | Manuela de Madre             |
| Secrétaire exécutif                                      | Luis Martínez Noval          |
| Secrétaire exécutif                                      | Josefa Pardo                 |
| Secrétaire exécutif                                      | Jesús Quijano                |
| Secrétaire exécutif                                      | Juan Carlos Rodríguez Ibarra |
| Secrétaire exécutif                                      | Ana María Ruiz-Tagle         |
| Secrétaire exécutif                                      | Jerónimo Saavedra            |
| Secrétaire exécutif                                      | Franquisca Sauquillo         |
| Secrétaire exécutif                                      | Narcís Serra                 |
| Secrétaire exécutif                                      | Javier Solana                |

### XXXIVecongrès
- Élue le 22 juin 1997, lors du XXXIVe congrès fédéral du PSOE, à Madrid

| Fonction                                 | Titulaire                           |
| ---------------------------------------- | ----------------------------------- |
| Président                                | Ramón Rubial (décédé le 24/05/1999) |
| Secrétaire général                       | Joaquín Almunia                     |
| Secrétaire à l'Organisation              | Ciprià Ciscar                       |
| Secrétaire aux Relations internationales | Raimon Obiols                       |
| Secrétaire à l'Économie                  | Juan Manuel Eguiagaray              |
| Secrétaire à l'Emploi                    | Joan Lerma                          |
| Secrétaire aux Relations avec les médias | Alfredo Pérez Rubalcaba             |
| Secrétaire à la Culture                  | Joaquín Leguina                     |
| Secrétaire au Bien-être social           | Clementina Díez de Baldeón          |
| Secrétaire aux Mouvements sociaux        | Carmen Cerdeira                     |
| Secrétaire à la Politique autonomique    | Ramón Jáuregui                      |
| Secrétaire à la Politique municipale     | Alfonso Perales                     |
| Secrétaire à la Participation des femmes | Micaela Navarro                     |
| Secrétaire exécutif                      | José Bono                           |
| Secrétaire exécutif                      | Josep Borrell                       |
| Secrétaire exécutif                      | Augusto Brito                       |
| Secrétaire exécutif                      | Abel Caballero                      |
| Secrétaire exécutif                      | Manuel Chaves                       |
| Secrétaire exécutif                      | Dolores Eguren                      |
| Secrétaire exécutif                      | Josefa Frau                         |
| Secrétaire exécutif                      | Carmen Hermosín                     |
| Secrétaire exécutif                      | Ana Leiva                           |
| Secrétaire exécutif                      | María Antonia Martínez              |
| Secrétaire exécutif                      | Carmen Martínez Ten                 |
| Secrétaire exécutif                      | Ana Noquera                         |
| Secrétaire exécutif                      | Alberto Pérez Cueto                 |
| Secrétaire exécutif                      | Monserrat Reyes                     |
| Secrétaire exécutif                      | Teresa Riera                        |
| Secrétaire exécutif                      | José Luis Rodríguez Zapatero        |
| Secrétaire exécutif                      | Consuelo Rumí                       |
| Secrétaire exécutif                      | Francisca Sauquillo                 |
| Secrétaire exécutif                      | Narcís Serra                        |
| Secrétaire exécutif                      | Paco Vázquez                        |

#### Direction provisoire de 2000
- Élue le 23 mars 2000 lors d'une réunion du comité fédéral du PSOE à Madrid.

| Fonction                           | Titulaire                   |
| ---------------------------------- | --------------------------- |
| Président Responsable politique    | Manuel Chaves               |
| Responsable de l'organisation      | Luis Pizarro                |
| Porte-parole                       | Máximo Díaz-Cano            |
| Responsable des motions du congrès | Cristina Alberdi            |
| Membre du secteur Organisation     | Celestino Corbacho          |
| Membre du secteur Organisation     | Juan Antonio Barrio         |
| Membre du secteur Motions          | Manuela de la Madre         |
| Membre du secteur politique        | Elena Valenciano            |
| Membre du secteur politique        | Teresa Morales              |
| Membre du secteur politique        | Amparo Valcarce             |
| Membre                             | Tomás Rodríguez Bolaños     |
| Membre                             | Francisco Fernández Marugán |
| Membre                             | Nicolás Redondo             |
| Membre                             | Javier Paniagua             |
| Membre                             | Amparo Marza                |

### XXXVecongrès
- Élue le 24 juillet 2000, lors du XXXVe congrès fédéral du PSOE, à Madrid

| Fonction                                                                             | Titulaire                                                                  |
| ------------------------------------------------------------------------------------ | -------------------------------------------------------------------------- |
| Président                                                                            | Manuel Chaves                                                              |
| Secrétaire général                                                                   | José Luis Rodríguez Zapatero                                               |
| Secrétaire à l'Organisation et à l'Action électorale                                 | José Blanco                                                                |
| Secrétaire aux Relations institutionnelles                                           | Nicolás Redondo (jusqu'au 10/04/2002) Javier Rojo (à partir du 29/04/2002) |
| Secrétaire à l'International                                                         | Trinidad Jiménez (jusqu'au 10/01/2003) Manuel Marín                        |
| Secrétaire aux Villes et à la Politique municipale                                   | Álvaro Cuesta                                                              |
| Secrétaire à la Politique économique et à l'Emploi                                   | Jordi Sevilla                                                              |
| Secrétaire à l'Innovation et à la Communication interne                              | Enrique Martínez                                                           |
| Secrétaire aux Politiques sociales et à l'Immigration                                | Consuelo Rumí                                                              |
| Secrétaire à l'Environnement et à l'Aménagement du territoire                        | Cristina Narbona                                                           |
| Secrétaire à l'Éducation, à l'Enseignement supérieur, à la Culture et à la Recherche | Carme Chacón                                                               |
| Secrétaire à l'Égalité                                                               | Micaela Navarro                                                            |
| Secrétaire aux Libertés publiques et au Développement autonomique                    | Juan Fernando López Aguilar                                                |
| Secrétaire aux Consommateurs et aux Usagers                                          | Isabel Pozuelo                                                             |
| Secrétaire aux Relations avec les ONG et aux Mouvements sociaux                      | Leire Pajín                                                                |
| Secrétaire exécutif                                                                  | Gloria Calero                                                              |
| Secrétaire exécutif                                                                  | Basilia Sanz                                                               |
| Secrétaire exécutif                                                                  | José María Barreda                                                         |
| Secrétaire exécutif                                                                  | Lentxu Rubial                                                              |
| Secrétaire exécutif                                                                  | José Luis Asenjo                                                           |
| Secrétaire exécutif                                                                  | Emilio Pérez Touriño                                                       |
| Secrétaire exécutif                                                                  | José Montilla                                                              |
| Secrétaire exécutif                                                                  | Marcelino Iglesias                                                         |
| Secrétaire exécutif                                                                  | Francesc Antich                                                            |
| Secrétaire exécutif                                                                  | Ramón Ortiz                                                                |

### XXXVIecongrès
- Élue le 4 juillet 2004, lors du XXXVIe congrès fédéral du PSOE, à Madrid

| Fonction                                                                 | Titulaire                                                          |
| ------------------------------------------------------------------------ | ------------------------------------------------------------------ |
| Président                                                                | Manuel Chaves                                                      |
| Secrétaire général                                                       | José Luis Rodríguez Zapatero                                       |
| Secrétaire à l'Organisation et à la Coordination                         | José Blanco                                                        |
| Secrétaire aux Relations institutionnelles et à la Politique autonomique | Alfonso Perales (jusqu'au 23/12/2006) Carmen Hermosín (03/03/2007) |
| Secrétaire à la Politique municipale et aux Libertés publiques           | Álvaro Cuesta                                                      |
| Secrétaire au Bien-être social                                           | Matilde Valentín                                                   |
| Secrétaire aux Relations internationales                                 | Trinidad Jiménez Elena Valenciano (03/03/2007)                     |
| Secrétaire aux Mouvements sociaux et aux Relations avec les ONG          | Pedro Zerolo                                                       |
| Secrétaire à l'Éducation et à la Science                                 | Eva Almunia                                                        |
| Secrétaire à la Politique économique et à l'Emploi                       | Inmaculada Rodríguez-Piñero                                        |
| Secrétaire à l'Égalité                                                   | Maribel Montaño                                                    |
| Secrétaire à la Culture                                                  | Carme Chacón                                                       |
| Secrétaire à l'Environnement et au Développement rural                   | Soraya Rodríguez                                                   |
| Secrétaire exécutif                                                      | Jesús Caldera                                                      |
| Secrétaire exécutif                                                      | Juan Carlos Rodríguez Ibarra                                       |
| Secrétaire exécutif                                                      | Juan Fernando López Aguilar                                        |
| Secrétaire exécutif                                                      | Óscar López                                                        |
| Secrétaire exécutif                                                      | Leire Pajin                                                        |
| Secrétaire exécutif                                                      | Consuelo Rumí                                                      |
| Secrétaire exécutif                                                      | José Montilla                                                      |
| Secrétaire exécutif                                                      | Lucia Gómez                                                        |
| Secrétaire exécutif                                                      | Diego López Garrido                                                |
| Secrétaire exécutif                                                      | Mar Moreno                                                         |
| Secrétaire exécutif                                                      | Andrés Rojo                                                        |
| Secrétaire exécutif                                                      | Carmen Gallego                                                     |
| Secrétaire exécutif                                                      | Javier Torres Vela                                                 |
| Secrétaire exécutif                                                      | Rosa Peñalver                                                      |
| Secrétaire exécutif                                                      | Rodolfo Ares                                                       |
| Secrétaire exécutif                                                      | Francina Armengol                                                  |
| Secrétaire exécutif                                                      | José Andrés Torres Mora                                            |
| Secrétaire exécutif                                                      | Josefa Pellicer                                                    |

### XXXVIIecongrès
- Élue le 6 juillet 2008, lors du XXXVIIe congrès fédéral du PSOE, à Madrid

| Fonction                                                                      | Titulaire                                   |
| ----------------------------------------------------------------------------- | ------------------------------------------- |
| Président                                                                     | Manuel Chaves                               |
| Secrétaire général                                                            | José Luis Rodríguez Zapatero                |
| Vice-secrétaire général                                                       | José Blanco                                 |
| Secrétaire à l'Organisation                                                   | Leire Pajín Marcelino Iglesias (23/10/2010) |
| Secrétaire aux Relations institutionnelles et à la Politique autonomique      | Mar Moreno Gaspar Zarrías (30/01/2010)      |
| Secrétaire à la Politique internationale et à la Coopération                  | Elena Valenciano                            |
| Secrétaire aux Idées et aux Projets                                           | Jesús Caldera                               |
| Secrétaire aux Villes et à la Politique municipale                            | Antonio Hernando Vera                       |
| Secrétaire à l'Éducation et à la Culture                                      | Cándida Martínez                            |
| Secrétaire à la Politique économique et à l'Emploi                            | Octavio Granado                             |
| Secrétaire aux Politiques d'égalité                                           | Soledad Cabezón                             |
| Secrétaire à l'Environnement et au Développement rural                        | Hugo Morán                                  |
| Secrétaire au Bien-être social                                                | Soledad Pérez Domínguez                     |
| Secrétaire à l'Innovation et aux Nouvelles technologies                       | María González Veracruz                     |
| Secrétaire aux Mouvements sociaux et aux Relations avec les ONG               | Pedro Zerolo                                |
| Secrétaire exécutif, chargé de l'Aménagement du territoire et du Logement     | Inmaculada Rodríguez-Piñero                 |
| Secrétaire exécutif, chargé des Libertés publiques et des Droits fondamentaux | Álvaro Cuesta                               |
| Secrétaire exécutif, chargé des Relations du travail                          | Eva Almunia                                 |
| Secrétaire exécutif, chargé de la Culture                                     | José Andrés Torres Mora                     |
| Secrétaire exécutif, chargé de l'Intégration et du Vivre-ensemble             | Bernarda Jiménez                            |
| Membre sans responsabilité                                                    | Carme Chacón                                |
| Membre sans responsabilité                                                    | Alfredo Pérez Rubalcaba                     |
| Membre sans responsabilité                                                    | Rodolfo Ares                                |
| Membre sans responsabilité                                                    | Miquel Iceta                                |
| Membre sans responsabilité                                                    | Francina Armengol                           |
| Membre sans responsabilité                                                    | Eduardo Madina                              |
| Membre sans responsabilité                                                    | Pilar Alegría                               |
| Membre sans responsabilité                                                    | Xosé Antonio Sánchez Bugallo                |
| Membre sans responsabilité                                                    | María Luisa Araujo                          |
| Membre sans responsabilité                                                    | Maru Ménendez                               |
| Membre sans responsabilité                                                    | Javier Barrero                              |
| Membre sans responsabilité                                                    | Francisca Luengo Orol                       |

### XXXVIIIecongrès
- Élue le 5 février 2012, lors du XXXVIIIe congrès fédéral du PSOE, à Séville.

| Fonction                                                                 | Titulaire                   |
| ------------------------------------------------------------------------ | --------------------------- |
| Président                                                                | José Antonio Griñán         |
| Secrétaire général                                                       | Alfredo Pérez Rubalcaba     |
| Vice-secrétaire générale                                                 | Elena Valenciano            |
| Secrétaire à l'Organisation                                              | Óscar López                 |
| Secrétaire à l'Égalité                                                   | Purificación Causapié       |
| Secrétaire aux Relations politiques                                      | Patxi López                 |
| Secrétaire à l'Économie et à l'Emploi                                    | Inmaculada Rodríguez-Piñero |
| Secrétaire aux Relations institutionnelles et à la Politique autonomique | Antonio Hernando Vera       |
| Secrétaire à la Participation, aux Réseaux et à l'Innovation             | María González Veracruz     |
| Secrétaire aux Villes et à la Politique municipale                       | Gaspar Zarrías              |
| Secrétaire aux Idées et aux Programmes                                   | Jesús Caldera               |
| Secrétaire à la Politique sociale                                        | Trinidad Jiménez            |
| Secrétaire à l'Éducation et à la Culture                                 | Mar Villafranca             |
| Secrétaire à l'Aménagement du territoire et au Développement durable     | Hugo Morán                  |
| Secrétaire exécutif, chargé de la Formation                              | Rafael Simancas             |
| Secrétaire exécutif, chargé de l'Union européenne                        | Juan Moscoso                |
| Secrétaire exécutif, chargé de la Coopération et de l'Immigration        | Marisol Pérez               |
| Secrétaire exécutif, chargé de l'Émigration                              | Carmela Silva               |
| Membre sans responsabilité                                               | Eduardo Madina              |
| Membre sans responsabilité                                               | Jaime Lissavetzky           |
| Membre sans responsabilité                                               | Emiliano García-Page        |
| Membre sans responsabilité                                               | Sergio Gutiérrez            |
| Membre sans responsabilité                                               | Carlos Pérez                |
| Membre sans responsabilité                                               | Carolina Darias             |
| Membre sans responsabilité                                               | José Zaragoza               |
| Membre sans responsabilité                                               | Francina Armengol           |
| Membre sans responsabilité                                               | María Teresa Noguera        |
| Membre sans responsabilité                                               | José Miguel Rodríguez       |
| Membre sans responsabilité                                               | Esperanza Esteve            |
| Membre sans responsabilité                                               | Alejandro Soler             |
| Membre sans responsabilité                                               | María Gámez                 |
| Membre sans responsabilité                                               | Javier Fernández Fernández  |
| Membre sans responsabilité                                               | Carmen Montón               |
| Membre sans responsabilité                                               | Maite Fernández             |
| Membre sans responsabilité                                               | María José Fernández        |
| Membre sans responsabilité                                               | Maru Menéndez               |
| Membre sans responsabilité                                               | Pachi Vázquez               |
| Membre sans responsabilité                                               | Lola Gorostiaga             |

### Congrès extraordinaire de2014
- Élue le 27 juillet 2014, lors du congrès fédéral extraordinaire du PSOE, à Madrid.

| Fonction                                                                | Titulaire                                       |
| ----------------------------------------------------------------------- | ----------------------------------------------- |
| Président                                                               | Micaela Navarro (jusqu'au 28/09/2016)           |
| Secrétaire général                                                      | Pedro Sánchez                                   |
| Secrétaire à l'Organisation et à l'Action électorale                    | César Luena                                     |
| Secrétaire à la Politique fédérale                                      | Antonio Pradas (jusqu'au 28/09/2016)            |
| Secrétaire à l'Égalité                                                  | Carmen Montón                                   |
| Secrétaire à l'Action politique et à la Citoyenneté                     | Patxi López                                     |
| Secrétaire aux Réformes démocratiques                                   | Ximo Puig (jusqu'au 28/09/2016)                 |
| Secrétaire à la Politique municipale                                    | Adriana Lastra                                  |
| Secrétaire à l'Économie                                                 | Manuel de la Rocha                              |
| Secrétaire à la Santé                                                   | María José Sánchez Rubio (jusqu'au 28/09/2016)  |
| Secrétaire à l'Emploi                                                   | María Luz Rodríguez (jusqu'au 28/09/2016)       |
| Secrétaire à la Science, à la Participation et à la Politique en réseau | María González Veracruz                         |
| Secrétaire aux Études et aux Programmes                                 | Meritxell Batet                                 |
| Secrétaire aux Relations internationales                                | Carme Chacón (jusqu'au 28/09/2016)              |
| Secrétaire à la Formation                                               | Estefanía Palop (jusqu'au 28/09/2016)           |
| Secrétaire aux Mouvements sociaux                                       | Pedro Zerolo (décès le 09/06/2015)              |
| Secrétaire au Changement climatique et au Développement durable         | Pilar Lucio                                     |
| Secrétaire aux Administrations publiques                                | Susana Sumelzo                                  |
| Secrétaire à l'Union européenne                                         | Iraxte García                                   |
| Secrétaire à l'Agriculture, à la Pêche et au Développement rural        | Maria Luisa Faneca                              |
| Secrétaire à l'Éducation                                                | José Miguel Pérez (jusqu'au 28/09/2016)         |
| Secrétaire au Bien-être social                                          | María Luisa Carcedo                             |
| Secrétaire à la Culture                                                 | Ibán García                                     |
| Secrétaire à l'Émigration                                               | Roberto Jiménez                                 |
| Secrétaire à la Coopération pour le développement                       | Noemí Cruz (jusqu'au 28/09/2016)                |
| Secrétaire aux Petites villes                                           | Manuela Galiano (jusqu'au 28/09/2016)           |
| Secrétaire à l'Immigration                                              | Eva Matarín (jusqu'au 28/09/2016)               |
| Membre sans responsabilité                                              | Pere Navarro                                    |
| Membre sans responsabilité                                              | Tomás Gómez (jusqu'au 28/09/2016)               |
| Membre sans responsabilité                                              | Emiliano García-Page (jusqu'au 28/09/2016)      |
| Membre sans responsabilité                                              | Rosa Eva Díaz Tezanos                           |
| Membre sans responsabilité                                              | José Ramón Gómez Besteiro (jusqu'au 18/03/2016) |
| Membre sans responsabilité                                              | Francina Armengol                               |
| Membre sans responsabilité                                              | Carlos Pérez (jusqu'au 28/09/2016)              |
| Membre sans responsabilité                                              | Maria Ascensión (jusqu'au 28/09/2016)           |
| Membre sans responsabilité                                              | Javier Abreu (jusqu'au 30/06/2015)              |
| Membre sans responsabilité                                              | Francisco Pizarro (jusqu'au 28/09/2016)         |
| Membre sans responsabilité                                              | Juan Pablo Durán (jusqu'au 28/09/2016)          |

#### Direction provisoire de 2016
- Élue le 1er octobre 2016 lors d'une réunion du comité fédéral du PSOE à Madrid.

| Fonction                                                                 | Titulaire            |
| ------------------------------------------------------------------------ | -------------------- |
| Président                                                                | Javier Fernández     |
| Responsable de la Communication et de l'Organisation Porte-parole        | Mario Jiménez        |
| Responsable adjointe de l'Organisation                                   | Asunción Godoy       |
| Responsable de l'Économie, de l'Emploi et du Développement durable       | José Muñoz           |
| Responsable de la Politique municipale                                   | María Dolores Padrón |
| Responsable de l'Union européenne et de la Politique internationale      | Ricardo Cortés       |
| Responsable de la Politique autonomique et des Administrations publiques | María Jesús Serrano  |
| Responsable de l'Égalité et des Mouvements sociaux                       | Soraya Vega          |
| Responsable de la Justice et des Libertés publiques                      | Francesc Antich      |
| Responsable de l'Éducation et de la Santé                                | Francisco Ocón       |

### XXXIXecongrès
- Élue le  18 juin 2017, lors du XXXIXe congrès fédéral du PSOE à Madrid.

| Fonction | Titulaire                                                            |
| --- | -------------------------------------------------------------------- |
| Président | Cristina Narbona                                                     |
| Secrétaire général | Pedro Sánchez                                                        |
| Vice-secrétaire général | Adriana Lastra                                                       |
| Secrétaire à l'Organisation | José Luis Ábalos (jusqu'au 12/07/2021) Santos Cerdán                 |
| Secrétaire exécutif à la Coordination territoriale | Santos Cerdán (jusqu'au 12/07/2021)                                  |
| Secrétaire exécutif à l'Action électorale | Francisco Salazar                                                    |
| Secrétaire exécutif à la Dynamisation des sections | José Antonio Rodríguez                                               |
| Secrétaire exécutif à la Formation | Javier Izquierdo                                                     |
| Secrétaire à l'Égalité | Carmen Calvo                                                         |
| Secrétaire exécutif à la Violence de genre | Susana Ros                                                           |
| Secrétaire à la Politique fédérale | Patxi López                                                          |
| Porte-parole | Óscar Puente                                                         |
| Secrétaire aux Relations institutionnelles et aux Administrations publiques | Alfonso Rodríguez Gómez de Celis                                     |
| Secrétaire exécutif à la Fonction publique | Isaura Leal                                                          |
| Secrétaire à la Transition écologique de l'économie | Hugo Morán                                                           |
| Secrétaire exécutif au Monde rural | Concha Andreu                                                        |
| Secrétaire exécutif à la Montagne | Francés Boya                                                         |
| Secrétaire exécutif aux Transports et aux Infrastructures | Pedro Casares (jusqu'au 30/08/2020)                                  |
| Secrétaire à l'Agriculture, à l'Élevage et à la Pêche | Manuel González                                                      |
| Secrétaire exécutif à la Pêche | María Luisa Faneca                                                   |
| Secrétaire aux Politiques migratoires et au PSOE à l'étranger | Pilar Cancela                                                        |
| Secrétaire exécutif à la Politique des réfugiés | Luc André Diouf                                                      |
| Secrétaire à l'Aménagement du territoire et aux Politiques publiques du logement Secrétaire au Logement, à l'Aménagement du territoire, aux Infrastructures et aux Transports (30/08/2020) | Beatriz Corredor (jusqu'au 30/08/2020) Pedro Casares                 |
| Secrétaire à la Cohésion et à l'Intégration | Núria Parlón (jusqu'au 21/10/2017) Núria Marín (à partir du 11/2017) |
| Secrétaire exécutif à la Santé et à la Consommation | María Luisa Carcedo                                                  |
| Secrétaire exécutif aux Services sociaux, à la Dépendance et au Handicap | Begoña García Retegui                                                |
| Secrétaire exécutif à la Culture et aux Sports | Ibán García del Blanco                                               |
| Secrétaire exécutif à l'Éducation et à l'Enseignement supérieur | Luz Martínez Seijo                                                   |
| Secrétaire à la Politique municipale | Susana Sumelzo                                                       |
| Secrétaire exécutif adjoint à la Politique municipale | Alejandro Soler                                                      |
| Secrétaire exécutif aux Petites villes | José Vélez                                                           |
| Secrétaire exécutif aux Provinces et aux Institutions insulaires | Vicent Torres                                                        |
| Secrétaire aux Relations internationales | Héctor Gómez                                                         |
| Secrétaire exécutif à l'Union européenne | Iratxe García                                                        |
| Secrétaire exécutif à la Coopération pour le développement | Belén Fernández                                                      |
| Secrétaire aux Mouvements sociaux et à la Diversité | Mónica Silvana                                                       |
| Secrétaire exécutif aux Personnes âgées | María Jesús Castro                                                   |
| Secrétaire exécutif aux Mouvements sociaux | Ignacio López                                                        |
| Secrétaire à la Politique économique et à l'Emploi | Manuel Escudero                                                      |
| Secrétaire exécutif à l'Emploi et aux Relations du travail | Toni Ferrer                                                          |
| Secrétaire exécutif à l'Industrie, au Commerce et au Tourisme | Carles Ruiz                                                          |
| Secrétaire exécutif à l'Économie des villes | Milagros Tolón                                                       |
| Secrétaire exécutif à la Sécurité sociale et au Pacte de Tolède | Magdalena Valerio                                                    |
| Secrétaire à l'Entrepreneuriat, à la Science et à l'Innovation | Francisco Polo                                                       |
| Secrétaire aux Études et aux Programmes | José Félix Tezanos (jusqu'au 09/07/2018)                             |
| Secrétaire à la Transparence et à la Démocratie participative | Odón Elorza                                                          |
| Secrétaire à la Justice et aux Nouveaux droits | Andrés Perelló                                                       |
| Secrétaire exécutif à la Laïcité | José Manuel Rodríguez Uribes                                         |
| Secrétaire exécutif à la Mémoire historique | Fernando Martínez                                                    |

### XLecongrès
- Élue le  17 octobre 2021, lors du XLe congrès fédéral du PSOE à Valence[1].

| Fonction                                                                            | Titulaire                            |
| ----------------------------------------------------------------------------------- | ------------------------------------ |
| Présidente                                                                          | Cristina Narbona                     |
| Secrétaire général                                                                  | Pedro Sánchez                        |
| Vice-secrétaire générale                                                            | Adriana Lastra (jusqu'au 18/07/2022) |
| Secrétaire à l'Organisation                                                         | Santos Cerdán                        |
| Secrétaire à l'Égalité                                                              | Andrea Fernández                     |
| Secrétaire à la Stratégie et à l'Action électorale                                  | Javier Izquierdo                     |
| Secrétaire à la Politique municipale                                                | Alfonso Rodríguez Gómez de Celis     |
| Secrétaire à la Politique des communautés autonomes                                 | Guillermo Fernández Vara             |
| Porte-parole                                                                        | Felipe Sicilia                       |
| Secrétaire à la Justice, aux Relations institutionnelles et à la Fonction publique  | Llanos Castellanos                   |
| Secrétaire aux Études et aux Programmes                                             | Idoia Mendia                         |
| Secrétaire à la Politique internationale et à la Coopération au développement       | Hana Jalloul                         |
| Secrétaire aux Transports, aux Mobilités durables et aux Programmes urbains         | Arcadi España                        |
| Secrétaire à la Mémoire démocratique et à la Laïcité                                | Patxi López                          |
| Secrétaire au Défi démographique                                                    | Mayte Pérez                          |
| Secrétaire à l'Union européenne                                                     | Iratxe García Pérez                  |
| Secrétaire à la Transition écologique juste et à la Préservation de la biodiversité | Marc Pons                            |
| Secrétaire à la Politique économique et à la Transformation numérique               | Pedro Casares                        |
| Secrétaire à la Culture et aux Sports                                               | Manuela Villa Acosta                 |
| Secrétaire au Pacte de Tolède et à l'Inclusion sociale                              | Juan Francisco Serrano Martínez      |
| Secrétaire à l'Industrie, au Commerce et au Tourisme                                | Patricia Blanquer                    |
| Secrétaire au Travail, à l'Économie sociale et aux Indépendants                     | Montserrat Mínguez                   |
| Secrétaire à la Formation                                                           | María Márquez Romero                 |
| Secrétaire à l'Éducation et à la Formation professionnelle                          | Luz Martínez Seijo                   |
| Secrétaire à la Science, à la Recherche et à l'Enseignement supérieur               | Diana Morant                         |
| Secrétaire aux Mouvements sociaux, à la Diversité et aux Personnes âgées            | Beatriz Carrillo                     |
| Secrétaire à la Transparence et à la Régénération démocratique                      | Francisco Lucas                      |
| Secrétaire à l'Entrepreneuriat et à l'Impact social                                 | Amparo Marco                         |
| Secrétaire à l'Agriculture, à l'Élevage et à la Pêche                               | Ana Romero Obredo                    |
| Secrétaire à la Santé et à la Consommation                                          | Carolina Darias                      |
| Secrétaire à la Réforme constitutionnelle et aux Droits nouveaux                    | Félix Bolaños                        |
| Secrétaire aux LGTBI                                                                | Víctor Gutiérrez                     |
| Secrétaire au PSOE Extérieur                                                        | Pilar Cancela                        |
| Secrétaire aux Politiques migratoires et aux Réfugiés                               | Luc André Diouf                      |
| Membre                                                                              | Manuel García Salgado                |
| Membre                                                                              | Sabrina Moh                          |
| Membre                                                                              | María Nieves Ramírez Moreno          |
| Membre                                                                              | María Jesús Montero                  |
| Membre                                                                              | Pilar Alegría                        |
| Membre                                                                              | Isabel Rodríguez                     |
| Membre                                                                              | Elisa Garrido Jiménez                |
| Membre                                                                              | Álvaro Martínez Chana                |

- Modifications approuvées par le Comité fédéral du 23 juillet 2022.

| Fonction                                                                                 | Titulaire                        |
| ---------------------------------------------------------------------------------------- | -------------------------------- |
| Présidente                                                                               | Cristina Narbona                 |
| Secrétaire général                                                                       | Pedro Sánchez                    |
| Vice-secrétaire générale                                                                 | María Jesús Montero              |
| Secrétaire à l'Organisation                                                              | Santos Cerdán                    |
| Adjoint au secrétaire à l'Organisation                                                   | Juan Francisco Serrano           |
| Secrétaire à l'Égalité                                                                   | Andrea Fernández                 |
| Secrétaire à la Stratégie et à l'Action électorale                                       | Javier Izquierdo                 |
| Secrétaire à la Politique municipale                                                     | Alfonso Rodríguez Gómez de Celis |
| Secrétaire à la Politique des communautés autonomes                                      | Guillermo Fernández Vara         |
| Porte-parole                                                                             | Pilar Alegría                    |
| Secrétaire à la Justice, aux Relations institutionnelles et à la Fonction publique       | Llanos Castellanos               |
| Secrétaire aux Études et aux Programmes                                                  | Idoia Mendia                     |
| Secrétaire à la Politique internationale et à la Coopération au développement            | Hana Jalloul                     |
| Secrétaire aux Transports, aux Mobilités durables, au Logement et aux Programmes urbains | Arcadi España                    |
| Secrétaire à la Mémoire démocratique et à la Laïcité                                     | Miquel Iceta                     |
| Secrétaire au Défi démographique                                                         | Mayte Pérez                      |
| Secrétaire à l'Union européenne                                                          | Iratxe García                    |
| Secrétaire à la Transition écologique juste et à la Préservation de la biodiversité      | Marc Pons                        |
| Secrétaire à la Politique économique et à la Transformation numérique                    | Pedro Casares                    |
| Secrétaire à la Culture et aux Sports                                                    | Manuela Villa Acosta             |
| Secrétaire au Pacte de Tolède et à l'Inclusion sociale                                   | Iván Fernández                   |
| Secrétaire à l'Industrie, au Commerce et au Tourisme                                     | Patricia Blanquer                |
| Secrétaire au Travail, à l'Économie sociale et aux Indépendants                          | Montserrat Mínguez               |
| Secrétaire à la Formation                                                                | María Márquez Romero             |
| Secrétaire à l'Éducation et à la Formation professionnelle                               | Luz Martínez Seijo               |
| Secrétaire à la Science, à l'Innovation et à l'Enseignement supérieur                    | Diana Morant                     |
| Secrétaire aux Politiques sociales, aux Personnes âgées et aux Mouvements sociaux        | Beatriz Carrillo                 |
| Secrétaire à la Transparence et à la Régénération démocratique                           | Francisco Lucas                  |
| Secrétaire à l'Entrepreneuriat et à l'Impact social                                      | Amparo Marco                     |
| Secrétaire à l'Agriculture, à l'Élevage et à la Pêche                                    | Ana Romero Obredo                |
| Secrétaire à la Santé et à la Consommation                                               | Carolina Darias                  |
| Secrétaire à la Réforme constitutionnelle et aux Droits nouveaux                         | Félix Bolaños                    |
| Secrétaire aux LGTBI                                                                     | Víctor Gutiérrez                 |
| Secrétaire au PSOE Extérieur                                                             | Pilar Cancela                    |
| Secrétaire aux Politiques migratoires et aux Réfugiés                                    | Luc André Diouf                  |
| Membre                                                                                   | Patxi López                      |
| Membre                                                                                   | Manuel García Salgado            |
| Membre                                                                                   | Sabrina Moh                      |
| Membre                                                                                   | María Nieves Ramírez Moreno      |
| Membre                                                                                   | Isabel Rodríguez                 |
| Membre                                                                                   | Elisa Garrido Jiménez            |
| Membre                                                                                   | Álvaro Martínez Chana            |